# Thor DSV-2
O Thor DSV-2 foi uma série de foguetes de sondagem, veículos de teste e armas antissatélite derivados do míssil balístico de alcance intermediário Thor. Também foi usado como primeiro estágio em vários sistemas de lançamento descartável derivados do Thor.